# Championnat des Samoa de football
Le championnat des Samoa de football, créé en 1979, est l'élite du football samoan, organisé par la fédération des Samoa de football.
Douze formations sont regroupées au sein d'une poule unique et s'affrontent à deux reprises au cours de la saison. Toutes les rencontres se disputent dans le stade Toleafoa J.S Blatter Soccer Stadium, également appelé National Soccer Stadium. Le vainqueur du championnat se qualifie pour le tour préliminaire de la Ligue des champions de l'OFC.
Son nom officiel est en anglais, la Samoa National League.

## Palmarès
- 1979 : Vaivase-Tai
- 1980 : Vaivase-Tai
- 1981 : Vaivase-Tai & SCOPA (titre partagé)
- 1982 : Alafua
- 1983 : Vaivase-Tai
- 1984 : Kiwi FC
- 1985 : Kiwi FC
- 1986-1996 : inconnu
- 1997 : Kiwi FC
- 1998 : Vaivase-Tai
- 1999 : Moata'a FC
- 2000 : Titavi FC
- 2001 : Gold Star (Sogi)
- 2002 : Strickland Brothers (Lepea)
- 2003 : Strickland Brothers (Lepea)
- 2004 : Strickland Brothers (Lepea)
- 2005 : Tuanaimoto Breeze
- 2006 : Vaivase-Tai
- 2007 : Cruz Azul
- 2008 : Sinamoga
- 2009-2010 : Moaula United FC
- 2010-2011 : Kiwi FC
- 2011-2012 : Kiwi FC
- 2012-2013 : Lupe o le Soaga
- 2013-2014 : Kiwi FC
- 2014-2015 : Lupe o le Soaga
- 2016 : Lupe o le Soaga
- 2017 : Lupe o le Soaga
- 2018 : Kiwi FC
- 2019 : Lupe o le Soaga
- 2020 : Lupe o le Soaga
- 2021 : Lupe o le Soaga
- 2022 : Vaivase-Tai
- 2023 : Vaipuna SC